# Der Prinzenraub
Der Prinzenraub è un film muto del 1914 diretto da Stellan Rye.

## Produzione
Il film fu prodotto dalla Deutsche Bioscop GmbH e venne girato nei Bioscop-Atelier di Neubabelsberg, a Potsdam.

## Distribuzione
Uscì nelle sale cinematografiche tedesche il 1º giugno 1914. Non si conoscono copie ancora esistenti della pellicola e il film viene considerato presumibilmente perduto.